# Inmunoterapia contra el cáncer

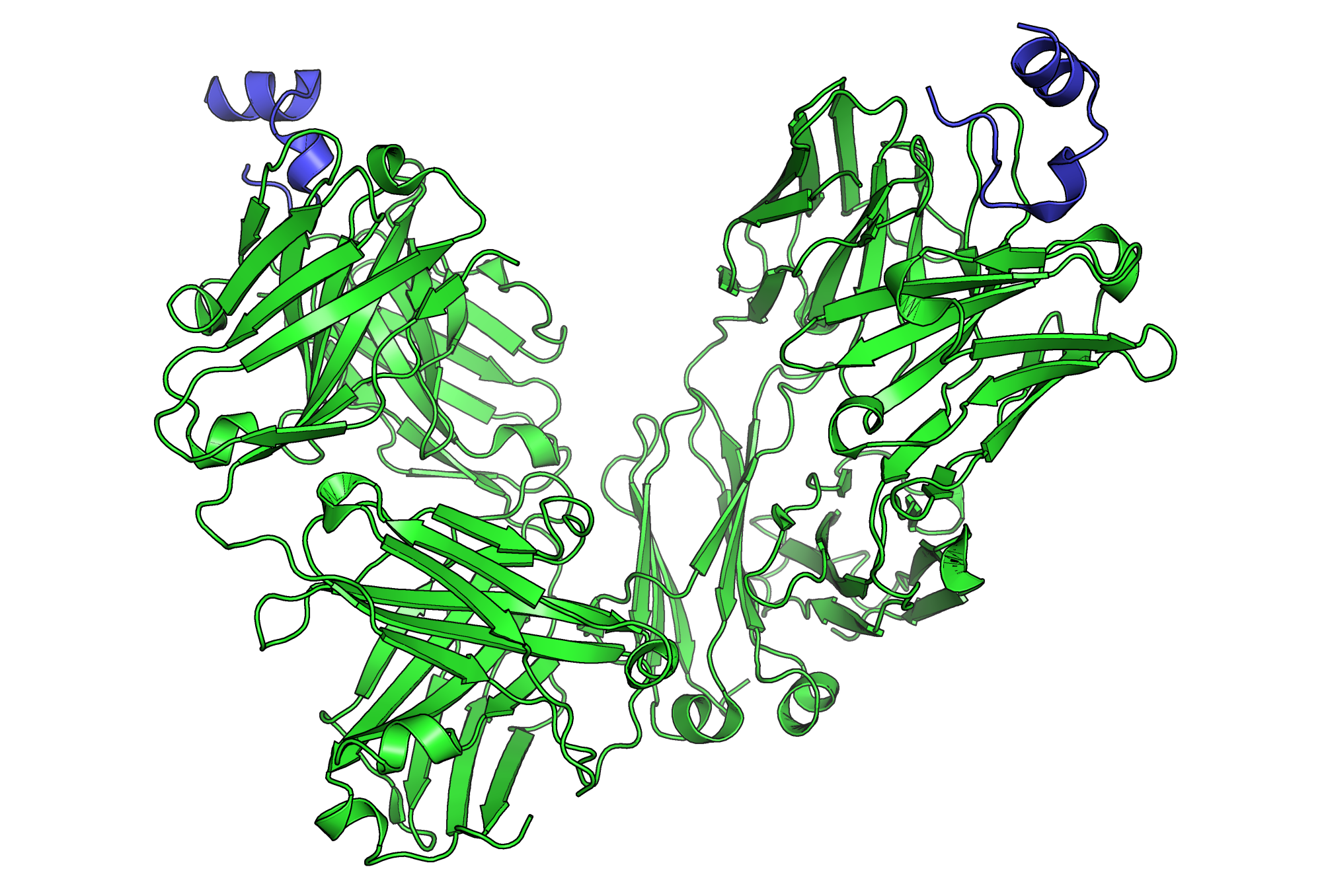
Estructura del determinante antigénico de la proteína CD20 (en verde), unido a la región FAB de rituximab (en azul). Esta estructura es reconocida por el sistema inmunitario y a ella se unen los anticuerpos.

La inmunoterapia contra el cáncer es un tratamiento que utiliza al sistema inmunitario para atacar el cáncer. Hay 3 grupos de inmunoterapia: celular, de anticuerpos y de citocinas.
Las células cancerígenas usualmente muestran sutiles diferencias en las moléculas que presentan en la superficie celular. Estas moléculas, conocidas como antígenos del cáncer, pueden ser detectadas por el sistema inmunitario. Los antígenos del cáncer son principalmente proteínas, pero también pueden ser moléculas como carbohidratos. La inmunoterapia incita al sistema inmunitario a atacar las células tumorales usando estos antígenos como blanco.
La inmunoterapia de anticuerpos está teniendo eficacias clínicas sin precedentes. Los anticuerpos son proteínas producidas por el sistema inmunitario que se unen a su antígeno específico en la superficie celular. En la fisiología normal, son utilizados para combatir patógenos. Cada anticuerpo es específico para una o unas pocas proteínas. Los anticuerpos que se unen con los antígenos del cáncer son los que se usan en las inmunoterapias de anticuerpos. Estos usualmente reconocen receptores celulares como CD20, CD274 (PD-L1), y CD279. Una vez unidos al antígeno del cáncer, los anticuerpos pueden inducir una respuesta inmune conocida como citotoxicidad dependiente de anticuerpos mediada por células (ADCC por sus siglas en inglés), pueden activar el sistema del complemento o pueden evitar que un receptor interactúe con su ligando, todo esto llevando a la muerte celular. Algunos ejemplos de anticuerpos monoclonales que ya están aprobados para tratar cáncer son: alemtuzumab, cetuximab, ipilimumab, nivolumab, ofatumumab, panitumumab, ramucirumab y rituximab.
Las terapias basadas en células, también conocidas como vacunas contra el cáncer, involucran extraer células inmunológicas de la sangre del paciente. Posteriormente, en el laboratorio, las células inmunológicas específicas para atacar el tumor se activan, se cultivan y se le inyectan de nuevo al paciente. Las células que se utilizan para esta terapia son las células NK, las células LAK, los linfocitos T citotóxicos y las células dendríticas. La única terapia basada en células que es aprobada en los Estados Unidos es Provenge de la compañía Dendreon para tratar el cáncer de próstata.
Las citocinas son proteínas que regulan y coordinan el comportamiento del sistema inmunitario. Son capaces de mejorar la actividad antitumoral por lo que se utilizan para tratar cáncer. La interleucina-2 y el interferón-α son ejemplos de citocinas utilizadas en la inmunoterapia. El interferón-α se usa para tratar tricoleucemia, la leucemia mieloide crónicamelanoma entre otros. La interleucina-2 es usada para tratar melanoma y el carcinoma renal.

## Historia
La inmunoterapia del cáncer surgió a partir de los avances oncológicos e inmunológicos. La inmunoterapia comenzó en 1796 cuando Edward Jenner hizo la primera vacuna que involucró la inmunización del virus de la viruela bovina para prevenir la viruela. A fines del siglo XIX, Emil Adolf Von Behring y Shibasaburō Kitasato descubrieron que inyectar animales con toxina diftérica, producía suero sanguíneo con antitoxinas contra la difteria.
Las investigaciones de Paul Ehrlich llevaron al descubrimiento del concepto de la "bala mágica" (utilizar anticuerpos para tratar enfermedades específicamente). La producción de anticuerpos monoclonales puros para uso terapéutico surgió en 1975 cuando Georges J. F. Köhler y Cesar Milstein desarrollaron la tecnología para producir hibridomas. En 1997, Rituximab, el primer anticuerpo para tratar cáncer, fue aprobado por la Administración de Alimentos y Medicamentos (FDA por sus siglas en inglés) para tratar el linfoma folicular. Desde esta aprobación, se han aprobado otros 11 anticuerpos para tratar el cáncer; alemtuzumab (2001), ofatumumab (2009) e ipilimumab (2011) entre otros.
La producción de vacunas para cáncer vino después que el uso monoclonal de anticuerpos. La primera inmunoterapia a base de células, Sipuleucel-T, fue aprobada en el 2010 para tratar cáncer de próstata.

## Inmunoterapia basada en células

### Terapia con células dendríticas

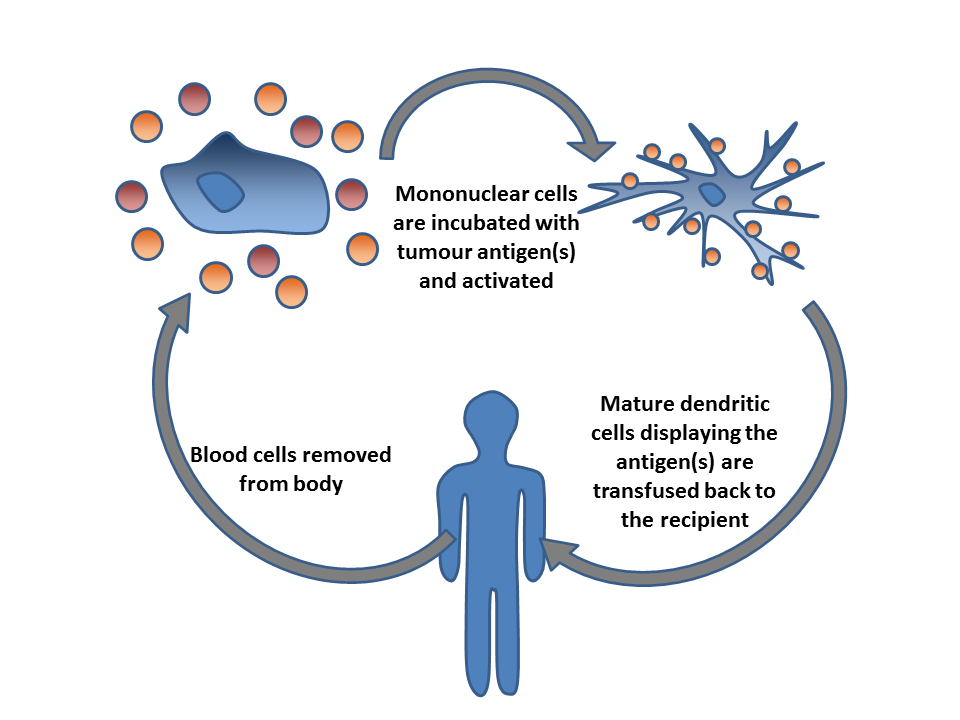
Células de la sangre son extraídas del cuerpo, incubadas con antígenos tumorales y activadas. Posteriormente, células dendríticas maduras se regresan al paciente para inducir una respuesta antitumoral.

La terapia con células dendríticas incita respuestas antitumorales haciendo que las células dendríticas presenten antígenos tumorales. Las células dendríticas presentan sus antígenos a los linfocitos. Esto activa los linfocitos y los incita a matar a las células que presentan este antígeno. Esto quiere decir que las células dendríticas ayudan a tratar el cáncer reconociendo los antígenos del cáncer.
Un método para inducir a las células dendríticas a presentar antígenos del cáncer es inyectando pequeños pedazos de péptidos que corresponden a las proteínas que están funcionando como antígenos de cáncer. Las células dendríticas procesan estos péptidos y los presentan a los linfocitos. Pero estos péptidos no pueden estimular una respuesta inmune solos. Por lo general se suministran junto con adyuvantes (sustancias con alta capacidad de provocar una respuesta inmunológica). Esto provoca una fuerte respuesta por parte del sistema inmunitario, mientras que también produce (a veces) una respuesta antitumoral. Algunos adyuvantes son proteínas u otros químicos que activan a las células dendríticas. Un ejemplo de un adyuvante que activa células dendríticas es el factor estimulante de colonias de granulocitos y macrófagos (GM-CSF por sus siglas en inglés). Las células dendríticas también se pueden activar dentro del cuerpo (in vivo) haciendo que las células tumorales expresen el GM-CSF. Otra estrategia es extraer células dendríticas de una muestra de sangre del paciente y activarlas fuera del cuerpo (ex vivo). En este caso, las células dendríticas son activadas en presencia de un antígeno de cáncer, el cual puede ser una proteína o péptido específico del tumor o una célula tumoral lisada. Estas células dendríticas activadas son inyectadas de nuevo en el cuerpo donde provocan una respuesta inmunológica contra las células cancerígenas. Terapias con células dendríticas más modernas incluyen el uso de anticuerpos que se unen a receptores en la superficie de la célula dendrítica. Se le pueden añadir antígenos a estos anticuerpos y esto provoca que la célula dendrítica madure y genere inmunidad contra el tumor. Los receptores utilizados en las células dendríticas para esta técnica son TLR3, TLR7, TLR8 o CD40.
La única terapia basada en células aprobada para tratar cáncer se llama Sipuleucel-T.

#### Sipuleucel-T
Sipuleucel-T (de la compañía Provenge) es la primera vacuna contra el cáncer aprobada. Se aprobó en el 2010 para tratar cáncer de próstata con síntomas mínimos o asintomático. El tratamiento consiste en la extracción de células presentadoras de antígenos de la sangre por medio de leucoforesis, el crecimiento de ellas con la proteína quimérica PA2024 (diseñada con la fusión de GM-CSF y la fosfatasa ácido prostática (PAP por sus siglas en inglés)). Estas células modificadas se le inyectan al paciente para provocar una respuesta inmunológica. Este proceso es repetido 3 veces. Es una vacuna específica para el cáncer de próstata debido a que PAP es una proteína específica de la próstata.

## Terapia basada en anticuerpos

Muchos tipos de anticuerpos pueden ser fabricados.

Los anticuerpos son componentes clave de la inmunidad adaptativa. Juegan un papel central en el reconocimiento de antígenos y en la estimulación de una respuesta inmunitaria contra ellos. No debe de sorprendernos entonces que muchas de las inmunoterapias utilicen a los anticuerpos para tratar el cáncer. Los anticuerpos utilizados en la inmunoterapia son los anticuerpos monoclonales. Los anticuerpos monoclonales son versiones artificiales de las proteínas del sistema inmune (anticuerpos) que están diseñados para atacar un objetivo específico (en este caso, proteínas que se encuentran en la superficie de las células cancerosas). Los avances en la tecnología que nos permite crear anticuerpos monoclonales contra antígenos específicos (como los antígenos del cáncer) ha permitido el desarrollo de esta inmunoterapia.

### Tipos de anticuerpos monoclonales
Hay dos tipos de anticuerpos monoclonales que se usan para la inmunoterapia:
El primer tipo es aquel que puede funcionar por sí solo. Esto quiere decir que no requiere de moléculas radioactivas que lo acompañen ni ninguna otra sustancia para funcionar. Este es el tipo de anticuerpo más utilizado en la inmunoterapia contra cáncer. En inglés se les denomina "naked monoclonal antibodies".
El segundo tipo de anticuerpos monoclonales es aquel que no puede funcionar por sí mismo. Estos anticuerpos requieren de una molécula radioactiva o una molécula de quimioterapia para funcionar. Estos anticuerpos monoclonales se unen a los antígenos específicos del cáncer por lo que son utilizados como medio de transporte para dirigir a la sustancia que lo acompaña directamente a la célula cancerígena. A estos anticuerpos se les denomina anticuerpos monoclonales conjugados.
Otra manera de clasificar los anticuerpos es: murinos, quiméricos o humanizados. Los anticuerpos murinos se caracterizan por tener un riesgo muy elevado de desencadenar una respuesta inmune contra ellos debido a que los anticuerpos provienen de otras especies. Este tipo de anticuerpos fueron los primeros en producirse. Los anticuerpos quiméricos fueron el primer intento de reducir la immunogenicidad de los anticuerpos murinos. Son anticuerpos murinos modificados. Una parte del anticuerpo murino (la región constante) es remplazado con la región constante de un anticuerpo humano. Así se crea un anticuerpo con la región contante humana, pero la región variable de la otra especie que puede reconocer el antígeno de nuestro interés. Los anticuerpos humanizados son casi completamente humanos. Estos solo conservan los componentes mínimos necesarios del anticuerpo de la otra especie para reconocer el antígeno deseado. Lo demás se completa con partes de un anticuerpo humano.

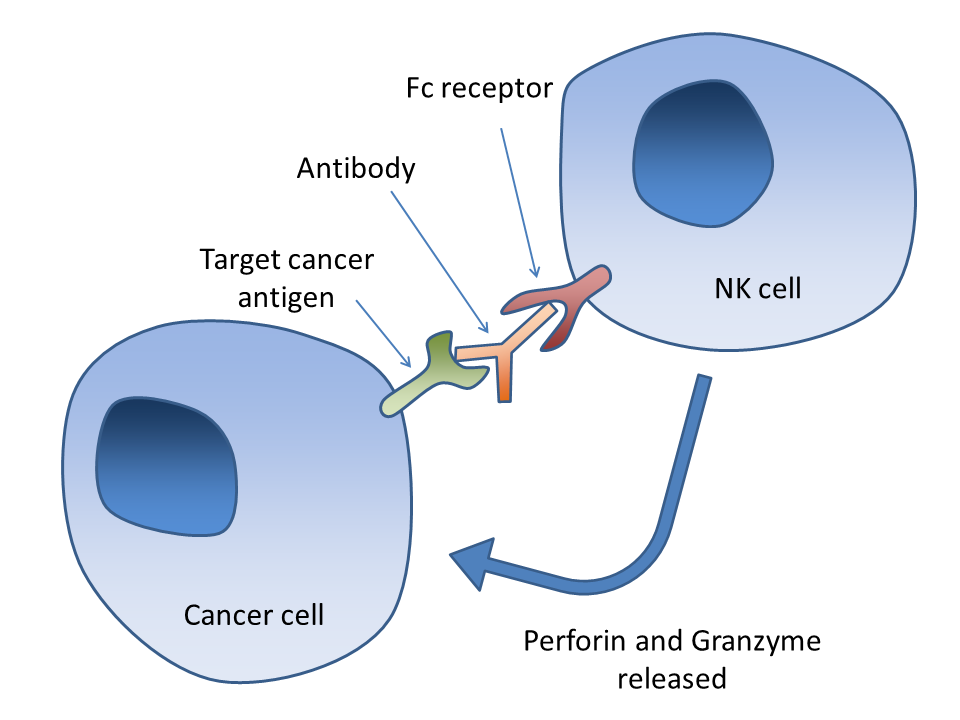
Citotoxcicidad dependiente de anticuerpos mediada por células. Cuando los receptores Fc de las células NK interactúan con regiones Fc de anticuerpos unidos a células cancerígenas, las células NK liberan perforinas y enzimas que llevan a la muerte celular.

### Mecanismos que llevan a la muerte celular

#### Citotoxicidad dependiente de anticuerpos mediada por células (ADCC)
La citotoxicidad dependiente de anticuerpos mediada por células (ADCC por sus siglas en inglés) es un mecanismo de defensa del sistema inmunitario que requiere la unión de un anticuerpo con su antígeno en la superficie celular. Los anticuerpos están formados por dos regiones; una región que se llama fragmento de unión al antígeno (Fab) y otra que se llama fragmento cristalizable (Fc). La región Fab es la que reconoce y se une al antígeno. La región Fc es una región constante y es la que va a interactuar con el resto de las células del sistema inmunitario. Algunas células del sistema inmunitario, como por ejemplo las células NK, tienen en su superficie receptores que reconocen estas regiones Fc. Cuando una célula NK se encuentra con una célula unida a muchos anticuerpos, las regiones Fc de los anticuerpos interactúan con los receptores de Fc de la célula NK. Esto lleva a que la célula NK secrete perforinas las cuales lisan la membrana de la célula infectada y la llevan a su muerte.
Ejemplos de anticuerpos efectivos en el tratamiento contra el cáncer son rituximab, ofatumumab y alemtuzumab.
Una tercera generación de anticuerpos se están desarrollando. El objetivo que se quiere lograr con estos nuevos anticuerpos es alterar las regiones Fc para que tengan una mayor afinidad por el receptor FcγRIIIA (un receptor de Fc) el cual aumenta drásticamente la citotoxcicidad mediada por células (ADCC).

#### Sistema del Complemento
El sistema del complemento consta de un grupo de moléculas plasmáticas las cuales provocan la lisis y la muerte celular una vez que un anticuerpo se ha unido a la superficie de una célula. Generalmente el sistema ataca patógenos, pero se puede activar para atacar células tumorales con anticuerpos terapéuticos. El sistema del complemento puede ser activado si el anticuerpo es quimérico o humanizado con tal de que contenga la región Fc IgG1. El sistema del complemento causa la muerte celular activando el complejo de ataque a membrana (MAC por sus siglas en inglés). Esta respuesta del sistema inmunitario se conoce como citotoxcicidad dependiente del complemento. Cuando anticuerpos se unen a una célula tumoral, el complejo C1 se une a estos anticuerpos y secreta proteínas que forman perforan la membrana celular.

### Anticuerpos aprobados para tratar cáncer
| Anticuerpo    | Nombre de la marca | Tipo       | Antígeno al que se une                                                   | Fecha de aprobación | Tratamiento(s) aprobados                              |
| ------------- | ------------------ | ---------- | ------------------------------------------------------------------------ | ------------------- | ----------------------------------------------------- |
| Alemtuzumab   | Campath            | humanizado | CD52                                                                     | 2001                | leucemia linfática crónica                            |
| Ipilimumab    | Yervoy             | humanizado | CTLA4                                                                    | 2011                | melanoma metastásico                                  |
| Ofatumumab    | Arzerra            | humanizado | CD20                                                                     | 2009                | leucemia linfática crónica                            |
| Nivolumab     | Opdivo             | humanizado | receptor que activa la muerte celular programada (PD-1) en las células T | 2014                | melanoma metastásico, carcinoma pulmonar no micrótico |
| Pembrolizumab | Keytruda           | humanizado | receptor 1 de muerte celular programada (PD-1)                           | 2014                | melanoma metastásico                                  |
| Rituximab     | Rituxan, Mabthera  | quimérico  | CD20                                                                     | 1997                | linfoma no hodgkiniano                                |
| Rituximab     | Rituxan, Mabthera  | quimérico  | CD20                                                                     | 2010                | leucemia linfática crónica                            |
| Atezolizumab  | Tecentriq          | humanizado | ligando 1 de receptor de muerte celular programada (PD-L1)               | 2016                | carcinoma urotelial                                   |
| Avelumab      | Bavencio           | humanizado | ligando 1 de receptor de muerte celular programada (PD-L1)               | 2017                | Carcinoma de células Merkel                           |
| Durvalumab    | Imfinzi            | humanizado | ligando 1 de receptor de muerte celular programada (PD-L1)               | 2017                | Carcinoma de vejiga                                   |

#### Alemtuzumab
Alemtuzumab es una anticuerpo IgG1 monoclonal humanizado contra la glicoproteína CD52. Se usa para tratar la leucemia linfática crónica, linfoma de las células T cutáneas, entre otros. La proteína CD52 se encuentra en el 95 % de los linfocitos (tanto células T como células B) de la sangre y monocitos. Cuando Alemtuzumab se une con CD52, se incita una citotoxcicidad dependiente del complemento y una citoxocicidad dependiente de anticuerpos mediada por células. Debido a que el anticuerpo ataca también a las células del sistema inmunitario que presentan CD52, al tomar Alemtuzumab puede haber efectos secundarios como infección, toxcicidad y mielosupresión.

#### Ipilimumab
Ipilimumab (Yervoy) es un anticuerpo IgG1 humano que une a la proteína CTLA4. En la fisiología normal, las células T se activan por dos señales: la unión de los receptores de las células T con un complejo antígeno-MHC y la unión del receptor CD28 con CD80 o CD86 en la superficie de células presentadoras de antígenos. La proteína CTLA4 se une a CD80 o CD86 impidiendo la unión con la CD28 y así inhibiendo la activación de la célula T. Ipilimumab regula negativamente la activación de las células T.
El sistema inmunitario requiere de células T citotóxicas activas para atacar el melanoma. Las células T citotóxicas específicas contra el melanoma generalmente están inactivadas (se inactivan en presencia de otras células T activas), pero al desactivar unas células T, éstas se activan y pueden producir una respuesta antitumoral. Ipilimumab también puede cambiar la proporción de células T reguladoras y células T citotóxicas. Las células T reguladoras inhiben otras células T lo cual puede ser benéfico para el tumor. Aumentando la cantidad de células T citotóxicas y reduciendo la cantidad de células T reguladoras es otro mecanismo por el cual Ipilimumab incrementa la respuesta antitumoral.

#### Ofatumumab
Ofatumumab es una anticuerpo IgG1 humano que se une a CD20. Se usa para tratar la leucemia linfática crónica debido a que las células cnacerígenas de este cáncer generalmente son células B que presentan la proteína CD20. Ofatumumab se une a un pequeño bucle de CD20. Por el contrario, Rituximab se une a un bucle más grande. Esta puede ser la razón por la que difieren estos dos anticuerpos. Comparado con Rituximab, Ofatumumab induce citotoxcicidad dependiente del complemento a menor dosis y con menor inmunogenicidad.

#### Rituximab
Rituximab es un anticuerpo IgG1 monoclonal quimérico específico para CD20. Se usa para tratar cánceres en células B como por ejemplo linfoma folicular, leucemia linfática crónica, linfoma difuso de células B grandes entre otros. La función de la proteína CD20 se desconoce hoy en día aunque se sugiere que podría ser un canal de calcio involucrado en la activación de las células B. Rituximab induce citotoxcicidad dependiente de anticuerpos mediada por células y citotoxcicidad dependiente del complemento. Este anticuerpo también aumenta la sensibilidad de las células B cancerígenas en la quimioterapia.

## Terapia con Citocinas
Las citocinas son un grupo de proteínas que son producidas por diferentes tipos de células dentro de un tumor. Tienen la habilidad de modular la respuesta inmunológica y es por esto que los tumores las usan para permitirles el crecimiento sin censura.
Debido a que pueden modular la respuesta inmunitaria, las citocinas se pueden utilizar para provocar una respuesta inmunológica. Hay dos grandes grupos de citocinas: los interferones y las interleucinas.

### Interferones
Los interferones son citocinas producidas por el sistema inmunitario. Están involucradas en la respuesta antiviral. Hay tres grupos de interferones (IFNs): tipo I (IFNα and IFNβ), tipo II (IFNγ) y tipo III (IFNλ). El interferón α se ha aprobado para tratar tricoleucemia, linfoma folicular, leucemia mieloide crónica, melanoma y sarcoma de Kaposi. Se han hecho extensivas investigaciones en interferones de tipo I y II y aunque ambos prometen efectos antitumorales, en la práctica solo los tipo I han sido efectivos.

### Interleucinas
Las interleucinas son un grupo de citocinas con diferentes efectos en el sistema inmunitario. La interleucina 2 se usa en el tratamiento de melanoma y carcinoma renal. No se conoce bien el mecanismo por el cual estas citocinas son efectivas para tratar cáncer.

## Polisacárido-K
El Ministerio de Salud, Labor y Bienestar de Japón aprobó el uso de polisacáridos K extraídos del hongo, Trametes versicolor, en la década de 1980, para estimular el sistema inmunitario de pacientes en quimioterapia. Es un suplemento alimenticio en Estados Unidos y otros países.

## Investigaciones

### Terapia por transferencia de células T

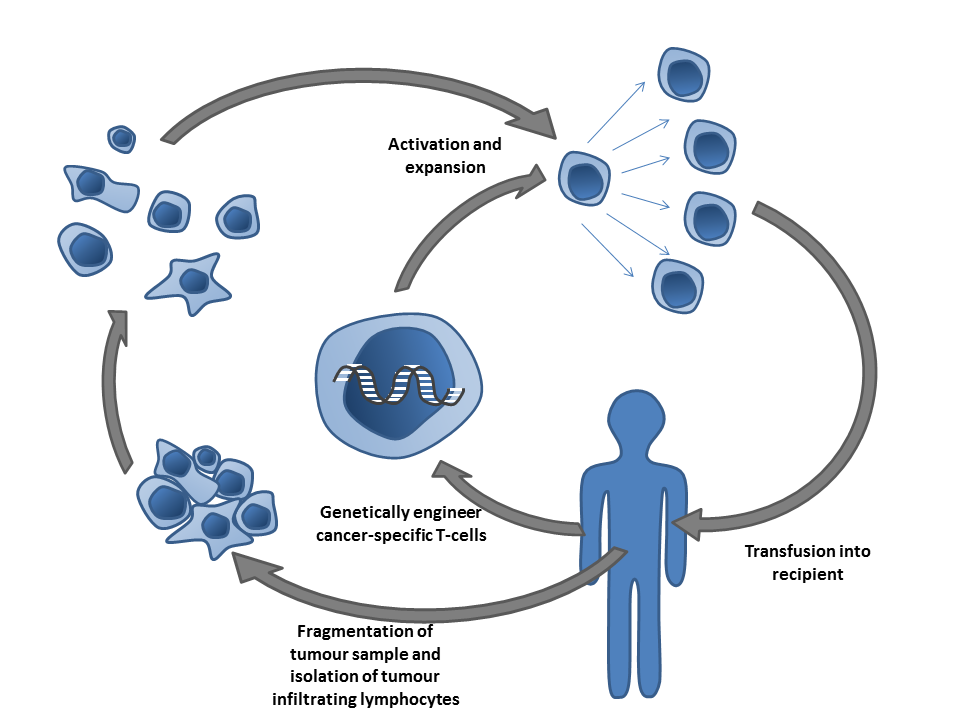
Células T específicas para cáncer se pueden obtener de la fragmentación y aislamiento de un tumor infiltrado por linfocitos o genéticamente fabricando células de la sangre periférica. Las células se activan y se crecen antes de regresarse al paciente.

Este tipo de terapia es una inmunización pasiva en el que se hace una transfusión de células T. Las células T se encuentran en la sangre y en tejidos. Se activan cuando los receptores de la célula T se unen a células que presentan antígenos en la superficie. Las células T se pueden unir a células infectadas o a células presentadoras de antígenos (APCs por sus siglas en inglés). Aunque estas células tienen la capacidad de atacar tumores, el ambiente en el que se encuentra un tumor es muy inmunosupresor por lo que previene la muerte del tumor por una respuesta inmunitaria.
Se han descubierto varias maneras de obtener células T específicas para tumores. Células T específicas al antígeno de un tumor se pueden extraer de muestras de un tumor o de sangre filtrada. Posteriormente se cultivan y se activan en el laboratorio (ex vivo) y se le vuelven a inyectar al paciente. La activación se puede llevar a cabo por medio de terapia génica, o exponiendo a las células a antígeos de cáncer. Aunque se han hechos grandes avances en esta línea de investigación, ninguna terapia por transferencia de células T ha sido aprobada aún.
En el 2013, se condujeron ensayos clínicos en los que inicialmente se mostró remisión completa de leucemia en algunos pacientes.
Otro enfoque es la transfusión de células células T γδ T o células NK de un donador sano. La gran ventaja de este enfoque es que estas células no causan enfermedad de injerto contra huésped (GVHD por sus siglas en inglés). La desventaja es el frecuente deterioro de la función de la célula transferida.

### Anticuerpos anti-CD47
Anticuerpos anti-CD47 impiden que la proteína CD47 le indique al sistema inmunitario que no ataque la célula cancerígena. Se ha visto que estos anticuerpos inhiben el crecimiento de una gran variedad de cánceres y tumores en los ensayos de laboratorio con ratones. CD47 está presente en muchas células cancerígenas y en muchas células sanas. Una vez que las células cancerígenas están rodeadas de macrófagos, las células T CD8+ se activan para atacar el cáncer junto con los macrófagos.

### Anticuerpos anti-GD2

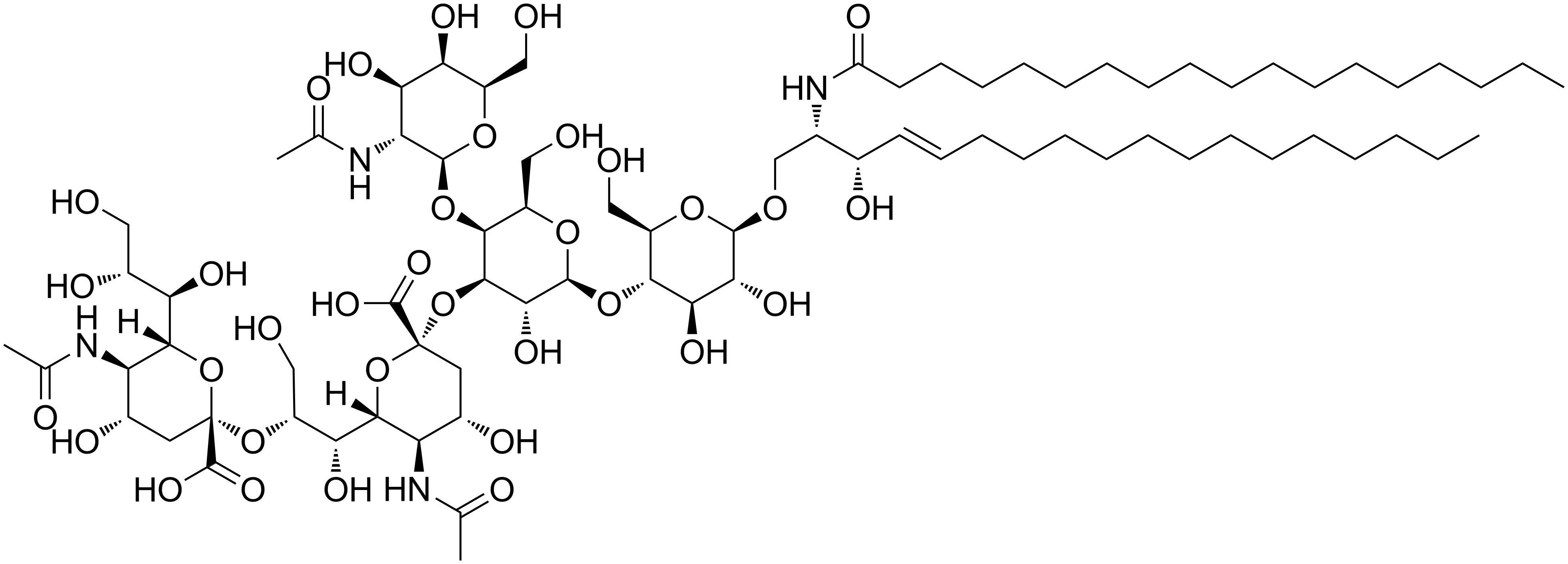
El GD2 gangliósido.

Los carbohidratos que funcionan como antígenos en la superficie celular se pueden utilizar como blancos en la imnunoterapia. GD2 es un gangliósido que se encuentra en la superficie de muchos tipos de células cancerígenas incluyendo el neuroblastoma, retinoblastoma, melanoma, tumores cerebrales, osteosarcoma, rhabdomyosarcoma, liposarcoma, fibrosarcoma, entre otros. Este carbohidrato no se expresa en la superficie de células normales la cual lo hace un blanco perfecto para la inmunoterapia. A partir del 2014, se comenzaron ensayos clínicos para tratamientos con anticuerpos.

### Bloqueo de los puntos de regulación del sistema inmunitario
Una estrategia de importancia creciente es la de interferir con los mecanismos que inactivan (o eliminan por apoptosis) a los linfocitos T, que son los que reconocen los antígenos tumorales. Dentro de estos mecanismos destacan los llamados "puntos de regulación inmunológicos" (immune checkpoints).
La regulación basada en las uniones de ligando PD-L1 con su receptor PD-1 es un ejemplo ilustrativo. En este caso, las células que componen los tumores (ya sean células cancerosas, del estroma tumoral o las propias células del sistema inmunitario) expresan la proteína transmembrana CD274 (PD-L1), que se puede unir con su receptor CD279 (PCDCD 1 o PD-1) presente en linfocitos T que se han activado y proliferado por la presencia de los antígenos tumorales y que infiltraron los tumores. Estos linfocitos T infiltrantes de tumores suelen inactivarse muy rápidamente cuando PD-L1 se une con PD-1. 
De una manera similar (aunque no idéntica) funcionan las interacciones reguladoras basadas en la unión entre CD80 con CTLA-4.
En clínica médica se interfiere con la unión de PD-L1 y PD-1 utilizando anticuerpos monoclonales que se "pegan" a estas moléculas, impidiendo que se unan físicamente. De esta manera, los linfocitos T en el tumor ya no son inactivados  por la unión PD-L1-PD-1. Estas estrategias están mostrando resultados clínicos muy significativos en una gran variedad de cánceres. En condiciones normales (fisiológicas), PD-L1 se une a PD-1 en la superficie de células inmunológicas y esto inhibe la actividad celular de los linfocitos, evitando que actúen en exceso y dañen tejidos sanos. En 2010 se iniciaron los ensayos clínicos con anticuerpos monoclonales humanizados anti-PD1 y anti-PD-L1. A partir de 2014, la agencia americana de alimentación y medicamentos (FDA) aprobó estos tratamientos incluyendo anticuerpos como nivolumab, pembrolizumab o atezolizumab. Algunos de estos anticuerpos se utilizan actualmente como tratamientos de primera línea (tratamientos aplicados a pacientes que no han recibido tratamientos previos como quimioterapia o radioterapia) en melanoma y cáncer de pulmón.

### Polisacáridos

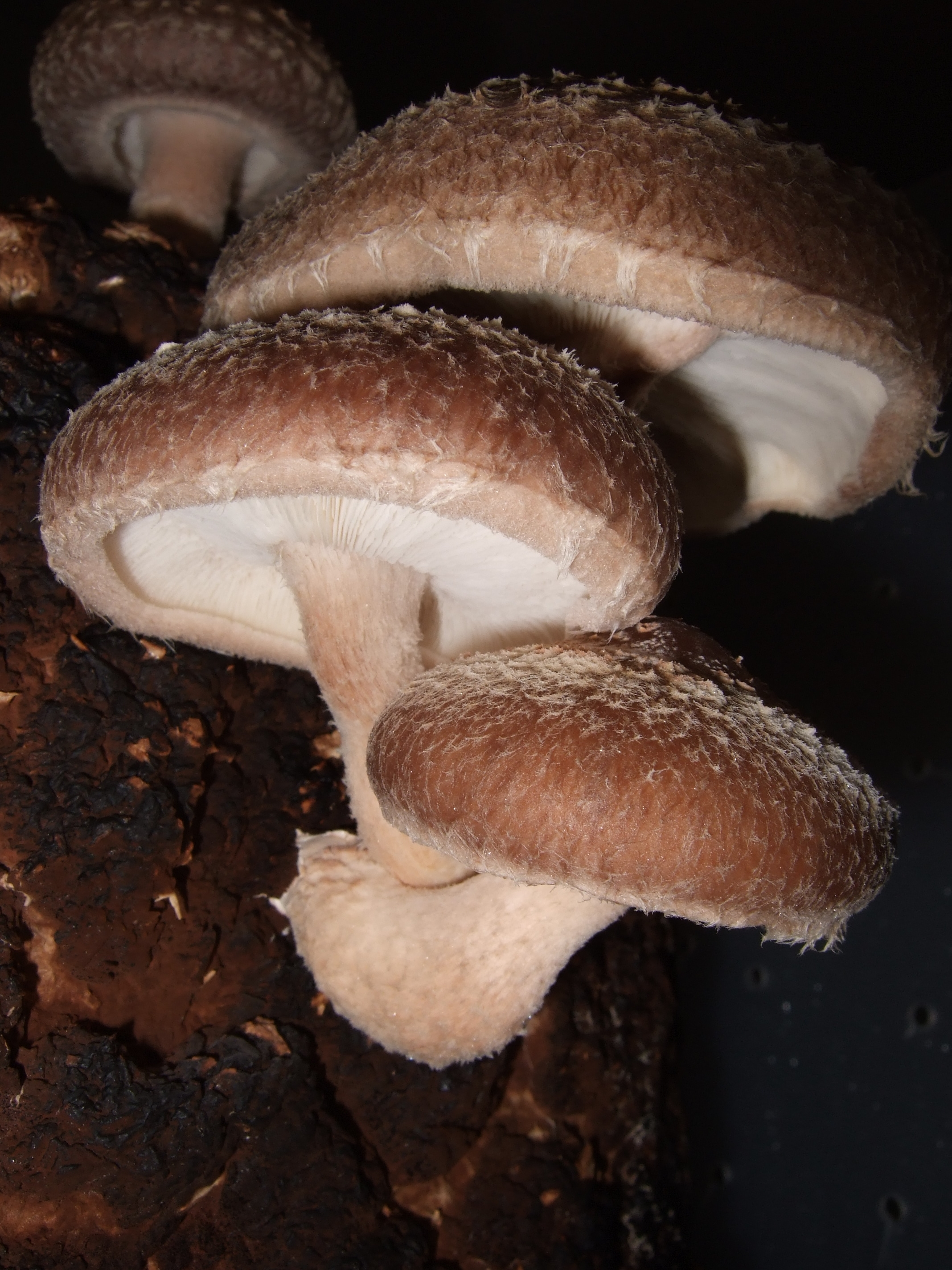
Lentinula edodes.

Algunos compuestos que se encuentran en hongos, principalmente polisacáridos, pueden estimular el sistema inmunitario y podrían llegar a tener efectos antitumorales. El beta-glucano y el lentinan son ejemplos de polisacáridos que han demostrado estimular a los macrófagos, a las células Nk, a las células T y al sistema de citocinas del sistema inmunitario. Se han usado en ensayos clínicos como terapias de adyuvantes inmunológicos.
Agaricus subrufescens, Lentinula edodes, Grifola frondosa y Hericium erinaceus son hongos que producen beta glucanos y que han probado tener propiedades antitumorales.

### Neoantígenos
Muchos tumores expresan mutaciones. Estas mutaciones pueden potencialmente crear nuevos antígenos (neoantígenos) que se podrían usar para la inmunoterapia con células T. La presencia de células T CD8+ es mayor en tumores con alta tasa mutacional. Pacientes con carcinoma pulmonar no micrótico tratados con lambrolizumab, mostraton una fuerte correlación entre la carga mutacional y la respuesta clínica. En pacientes con melanoma tratados con lambrolizumab, un beneficio a largo plazo es asociado a aquellos con una carga mutacional más elevada.

## Conciencia pública
Cuando en el 2010 la FDA aprobó la vacuna Sipuleucel-T (de la compañía Provenge) para tratar el cáncer de próstata, y en 2011 aprobó ipilimumab (Yervoy) para tratar melanoma, la inmunoterapia contra cáncer comenzó a atraer el interés de muchas personas y se ha ido incrementando gracias a nuevos artículos sobre ella.